# Биљке (астрологија)
Велики број биљака је по аналогији традиционално придружен знацима Зодијака. Те биљке, које имају утицај за који се сматра да је повољан, не треба мешати са мирисима који доносе срећу нити са биљем којим управља неки знак или планета.

## Биљке као астролошке везе
Ован: божур, георгина, јагорчевина, мак, равента, дуван, бибер, ран, дивља јабука, агава, коприва, артичока, зеленика, чичак.
Бик: резеда, јоргован, љиљан, лан, маслина, урма, бор, ђурђевак, мирта, боквица.
Близанци: клека, врба, грејпфрут, кафа, чај, споменак, прженица, леска, мента, ладолеж.
Рак: тиква, бундева, перуника, водене биљке, детелина, дивљи мак, ипекакуана, кактус, дивља јабука.
Лав: палма, арника, орашчић, сунцокрет, наранџа, лимун, нар, божур и све егзотично биље.
Девица: раж, пшеница, мацина трава, цикорија, равента.
Вага: винова лоза, маслина, јагода, грбач, грејпфрут, дан и ноћ, руже, љиљан.
Шкорпија: кајсија, бресква, кокос, кедар, чемпрес, шимшир, красуљак, горчица, нарцис, печурке.
Стрелац: сандал, смиљка, ловор, буква, јасен, крушка, липа, еукалиптус, бреза, шећерна трска, дивљи јасмин.
Јарац: све биљке које садрже отровне алкалоиде (мак, буника, конопља, итд.), мушмула, тополе.
Водолија: шљива, мимоза, мајчина душица, рузмарин.
Рибе: цимет, смиља, здравац, грахорка, папрат, све водене биљке.